# Valparaíso (Cáceres)
Valparaíso es un despoblado español del municipio de Peraleda de la Mata, perteneciente a la provincia de Cáceres, en la comunidad autónoma de Extremadura.

## Historia
Hacia mediados del siglo XIX, el lugar, ya por entonces perteneciente a Peraleda de la Mata, estaba despoblado. Aparece descrito en el decimoquinto volumen del Diccionario geográfico-estadístico-histórico de España y sus posesiones de Ultramar de Pascual Madoz con las siguientes palabras:

VALPARAISO: desp. en la prov. de Cáceres, part. jud. de Navalmoral, térm. de Peraleda de la Mata; sit. á 1/2 leg. E. de esta v., á un tiro de fusil y á la vista de la carretera de Madrid á Badajoz en una hondonada, existen algunas paredes de la igl.: era pueblo del concejo de la Mata; constaba de unos 100 vec. y desapareció por los años 1706 por causa del continuo paso de tropas, durante aquella guerra. Bañan sus paredes el arroyo del mismo nombre, que se forma de dos regatuelos; el uno nace en la deh. del Cristo térm. de Peraleda y el otro en un sitio llamado el Campo, corre al O. y tiene á la leg. un puente de un ojo y 8 varas: de altura llamado de Valparaiso, y 1/4 leg. despues se une al arroyo de la Cuadra, cerca de la carretera referida.
(Madoz, 1849, p. 491)